# Санцара, Рахель
Рахель Санцара (нем. Rahel Sanzara, также Сансара (нем. Sansara); настоящее имя Тереза Шарлотта Иоганна Блешке (нем. Therese Charlotte Johanna Bleschke), 9 февраля 1894, Йена, — 8 февраля 1936, Берлин) — немецкая танцовщица, актриса и писательница.

## Биография
Иоганна Блешке была старшей из четырех детей городского музыканта. После года учебы в коммерческом училище в 1912 году ее отправили в гарцкий Бланкенбург для обучения переплетному делу. В 1913 году она уехала в Берлин, где познакомилась с врачом и писателем Эрнстом Вайсом, с которым поддерживала связь (с перерывами) более двадцати лет. В 1914 году после ускоренного обучения она работала медсестрой, а в следующем году выучилась на танцовщицу у Риты Саккетто и несколько раз появлялась в танцевальных пантомимах. После своего кинодебюта в 1917 году в «Деле Роутт!..» (нем. Der Fall Routt..!) она изучала актерское мастерство у Отто Фалькенберга в Мюнхене, после чего последовала роль в драме Эрнста Вайса «Таня» в Праге. С 1921 года служила в Гессенском земельном театре в Дармштадте. В 1924 году ушла из театра.
Ее первый роман «Потерянный ребенок» (нем. Das verlorene Kind), сначала печатавшийся в газете Vossische Zeitung и в 1926 году вышедший отдельным изданием, привлек всеобщее внимание из-за щекотливой темы убийства четырехлетнего ребенка на сексуальной почве. За короткое время он выдержал несколько изданий и был переведен на одиннадцать языков. В 1926 году ей намеревались присудить за него премию Генриха Клейста, но она отказалась. Это подпитывало существующие обвинения в плагиате, согласно которым книга была написана Эрнстом Вайсом, а история была заимствована из «Нового Питаваля». Дальнейшая ее литературная деятельность не увенчалась успехом. В 1927 году она вышла замуж за еврейского биржевого маклера Вальтера Давидсона. Брак был расторгнут в 1934 году. Во время нацистского режима он иммигрировал во Францию, она же осталась в Берлине и умерла в 1936 году после продолжительной болезни в частной клинике в Тиргартене. В ту пору она жила на Моцштрассе, 64 в Шёнеберге.
Похоронена на Вильмерсдорфском лесном кладбище в Штансдорфе.

## Сочинения
- Das verlorene Kind. — Berlin: Ullstein, 1926.
- Die glückliche Hand // Vossische Zeitung, März 1933 (Buchausgabe: Zürich: Humanitas, 1936).
- Hochzeit der Armen (роман не напечатан и утерян).

## Фильмография
- 1917. Der Fall Routt…!